# جان شوبين
جان شوبين (بالفرنسية: Jean Chopin)‏ (9 أكتوبر 1994 بفرنسا - ) هو لاعب كرة قدم فرنسي في مركز حراسة المرمى. لعب مع أوستينده.

## وصلات خارجية
- جان شوبين على موقع قاعدة بيانات كرة القدم.إي يو (الإنجليزية)
- جان شوبين على موقع Soccerway.com (الإنجليزية)